# 全日本レスリング選手権大会
全日本レスリング選手権大会（ぜんにほんレスリングせんしゅけんたいかい）は、レスリングの日本選手権大会である。主催は日本レスリング協会。

## 概要

### 歴史
1934年に第1回大会が行われて以来、毎年開催されている（1943年から1945年までは太平洋戦争のため中止）。各階級優勝者の中から最優秀選手に天皇杯が授与される。2003年には明仁天皇・美智子皇后が天覧した。
1970年代前半までは持ち回り開催で行われていたが、その後は主に東京都内での開催。1993年より代々木第二体育館（1994年は駒沢体育館）での12月開催に落ち着いた。
当初はフリースタイルのみ実施で、グレコローマンは1957年より追加。
女子は1987年に全日本女子プロレスとの合同で単独大会として第1回を開催。当初は10月だったが、1989年から春開催に移行した（移行当初は「国際スポーツフェア」のプログラムであった）。1999年大会は女子レスリングのアテネオリンピックからの採用決定に伴い、女子はこの年から秋開催だった全日本女子オープントーナメント（ジャパンクイーンズカップ→全日本女子選手権に改称、2010年より全日本選抜選手権に吸収）と開催時期を入れ替えて、全日本女子プロレス全面協力の下、「レスリングフェスティバル99」と題した女子プロレスとの2部構成として代々木で開かれ、男子は11月に新座市民総合体育館にて行われた。そして2000年より男女合同開催となった。
なお、2006年度は代々木第二体育館改修工事のため2007年1月に駒沢体育館で行われ、2007年度は12月に代々木で開催された。

### 階級
現階級は2017年より実施。
太字はオリンピック階級
男子フリースタイル
・57kg級
・61kg級
・65kg級
・70kg級
・74kg級
・79kg級
・86kg級
・92kg級
・97kg級
・125kg級
男子グレコローマン
・55kg級
・60kg級
・63kg級
・67kg級
・72kg級
・77kg級
・82kg級
・87kg級
・97kg級
・130kg級
女子
・50kg級
・53kg級
・55kg級
・57kg級
・59kg級
・62kg級
・65kg級
・68kg級
・72kg級
・76kg級

### 出場選考
各傘下連盟あるいは強化委員会の推薦を得た選手に出場資格が与えられる。
大会約1か月前までに1次エントリーを実施。その後、全国社会人オープン選手権と東日本学生秋季新人戦で資格を得た選手を対象とする2次エントリーを実施。そして強化委員会で資格審査・選考を経て出場者が決まる。
2014年大会出場資格は以下の通り。全日本選手権以外は当該年とする。
男女共通
- 前回大会ベスト8
- 全日本選抜選手権大会ベスト8
- 全日本学生選手権大会3位以内
- 全日本社会人選手権大会3位以内

男子（当該年で18歳以上）フリースタイル・グレコローマン共通
- 国民体育大会（成年）3位以内
- 東日本学生新人戦（春季・秋季）優勝
- 全日本ジュニア選手権大会（ジュニアの部）優勝
- 国民体育大会（少年）優勝
- 西日本学生選手権大会優勝
- 西日本学生新人戦優勝
- 全国社会人オープン選手権大会優勝
- 所属長推薦かつ男子強化委員会選考を経た者

男子フリースタイル
- 全日本大学選手権大会3位以内
- 全国高校選抜大会優勝
- インターハイ優勝

男子グレコローマン
- 全日本大学グレコローマンスタイル選手権大会3位以内
- 全国高校生グレコローマンスタイル選手権大会優勝

女子（高校生以上。カデットの部は38・40・43kgを除く）
- ジュニアクイーンズカップ（ジュニアの部）3位以内
- ジュニアクイーンズカップ（カデットの部）優勝
- インターハイ3位以内
- 全日本ジュニア選手権大会（ジュニアの部）3位以内
- 全日本ジュニア選手権大会（カデットの部）優勝
- 全日本女子オープン選手権大会（シニアの部）3位以内
- 全日本女子オープン選手権大会（高校生の部）2位以内
- 女子強化委員会推薦者

### 大会方式
本大会は各階級最大20人が参加。UWW（旧FILA）方式のトーナメント戦を採用。
なお、2012年まではFILA方式ではなく一般的なノックアウトトーナメント方式を採用し、3位決定戦等は行わなかった。2002年まではグループリーグ方式を採用していた。

### 放送
以前はNHK教育で中継されていたが、2006年度から日本テレビで放送されている。2015年現在は日テレジータスで録画放送している他、日本レスリング協会による動画配信も行われている。2018年からHuluで全試合リアルタイム配信された。
単独開催時代の全日本女子選手権は全日本女子プロレスが協力していた関係からフジテレビで放送されていた。

## 歴代開催記録

### - 1999年（男子単独）
| 年度   | 月日                 | 会場                         | 備考                           |
| ------ | -------------------- | ---------------------------- | ------------------------------ |
| 1934年 | 6月30-7月1日         | 神田YMCA体育館               |                                |
| 1935年 | 4月28-29日           | 神田YMCA体育館               |                                |
| 1936年 | 12月5-6日            | 神田YMCA体育館               |                                |
| 1937年 | 11月27-28日          | 大阪キリスト教会体育館       |                                |
| 1938年 | 8月1日               | 日比谷公会堂                 |                                |
| 1939年 | 10月1日              | 神田国民体育館               |                                |
| 1940年 | 12月1-2日            | 早大体育館                   |                                |
| 1941年 | 11月9・16日          | 早大体育館                   |                                |
| 1942年 | 7月15日              | 九段軍人会館                 |                                |
| 1946年 | 11月19-20日          | 蔵前国技館                   |                                |
| 1947年 | 11月28-29日          | 明大体育館                   |                                |
| 1948年 | 12月5日              | 明大体育館                   |                                |
| 1949年 | 8月6-7日             | 神奈川・鎌倉市民体育館       |                                |
| 1950年 | 8月16-18日           | 青山レスリング会館           |                                |
| 1951年 | 6月22-24日           | 青山レスリング会館           |                                |
| 1952年 | 11月21-23日          | 青山レスリング会館           |                                |
| 1953年 | 8月21-23日           | 青山レスリング会館           |                                |
| 1954年 | 11月20・21・23日     | 東京都体育館                 |                                |
| 1955年 | 11月12-13日          | 青山レスリング会館           |                                |
| 1956年 | 8月6-9日             | 青山レスリング会館           |                                |
| 1957年 | 11月8-12日           | 大阪・阿倍野市体育館         | 今大会よりグレコローマンも実施 |
| 1958年 | 11月14-17日          | 神田YMCA体育館               |                                |
| 1959年 | 11月21-23日          | 岡山県体育館                 |                                |
| 1960年 | 12月3-4日            | 青山レスリング会館           |                                |
| 1961年 | 9月1-3日             | 岐阜・大垣市スポーツセンター |                                |
| 1962年 | 7月12-15日           | 茨城県民体育館               |                                |
| 1963年 | 10月14-16日          | 千葉県営体育館               |                                |
| 1964年 | 8月21-24日           | 駒沢体育館                   |                                |
| 1965年 | 8月12-15日           | 駒沢体育館                   |                                |
| 1966年 | 10月6-9日            | 埼玉・飯能第一中学校体育館   |                                |
| 1967年 | 1968年3月7-10日      | 代々木第二体育館             |                                |
| 1968年 | 1969年2月27日-3月2日 | 大阪・東淀川体育館           |                                |
| 1969年 | 1970年2月27日-3月1日 | 和歌山・粉河町立体育館       |                                |
| 1970年 | 11月1-3日            | 九州学院大学体育館           |                                |
| 1971年 | 6月21-23日           | 日大講堂                     |                                |
| 1972年 | 6月28日-7月3日       | 茨城・笠間市体育館           |                                |
| 1973年 | 8月9-12日            | 日大講堂                     |                                |
| 1974年 | 6月28-30日           | 三重総合体育館               |                                |
| 1975年 | 6月5-8日             | 早大記念会堂                 |                                |
| 1976年 | 4月28-29日           | 東京都体育館                 |                                |
| 1977年 | 6月3-5日             | 東京都体育館                 | 今大会より天皇杯が下賜される   |
| 1978年 | 7月7-9日             | 東京都体育館                 |                                |
| 1979年 | 6月22-24日           | 東京都体育館                 |                                |
| 1980年 | 4月27日              | 東京都体育館                 |                                |
| 1981年 | 7月3-5日             | 駒沢体育館                   |                                |
| 1982年 | 7月9-11日            | 群馬・城沼総合体育館         |                                |
| 1983年 | 7月1-2日             | 駒沢体育館                   |                                |
| 1984年 | 5月12-13日           | 茨城県スポーツセンター       |                                |
| 1985年 | 6月28-30日           | 山梨学院大学体育館           |                                |
| 1986年 | 6月27-29日           | 駒沢体育館                   |                                |
| 1987年 | 7月3-5日             | 駒沢体育館                   |                                |
| 1988年 | 5月4-5日             | 代々木第二体育館             |                                |
| 1989年 | 5月5-7日             | 代々木第二体育館ほか         |                                |
| 1990年 | 4月27-29日           | 代々木第二体育館ほか         |                                |
| 1991年 | 6月20-22日           | 代々木第二体育館             |                                |
| 1992年 | 3月10-12日           | 東京純心女子高等学校         |                                |
| 1993年 | 12月21-23日          | 代々木第二体育館             |                                |
| 1994年 | 12月21-23日          | 駒沢体育館                   |                                |
| 1995年 | 12月21-23日          | 代々木第二体育館             |                                |
| 1996年 | 12月21-23日          | 代々木第二体育館             |                                |
| 1997年 | 12月21-23日          | 代々木第二体育館             |                                |
| 1998年 | 12月21-23日          | 代々木第二体育館             |                                |
| 1999年 | 11月26-28日          | 埼玉・新座市民総合体育館     |                                |

### 1987年 - 1999年（全日本女子選手権）
| 年度   | 月日        | 会場               | 備考                       |
| ------ | ----------- | ------------------ | -------------------------- |
| 1987年 | 10月4・10日 | 後楽園ホールほか   | 女子初開催                 |
| 1988年 | 10月5・11日 | 後楽園ホールほか   |                            |
| 1989年 | 6月11日     | 城西高等学校       |                            |
| 1990年 | 5月27日     | スポーツ会館       |                            |
| 1991年 | 5月4日      | 代々木第二体育館   |                            |
| 1992年 | 5月31日     | 青少年総合センター |                            |
| 1993年 | 5月30日     | スポーツ会館       |                            |
| 1994年 | 5月29日     | 青少年総合センター |                            |
| 1995年 | 4月23日     | スポーツ会館       |                            |
| 1996年 | 5月20日     | 明治記念館         |                            |
| 1997年 | 3月20日     | 駒沢体育館         |                            |
| 1998年 | 5月30-31日  | 明治記念館ほか     |                            |
| 1999年 | 12月22-23日 | 代々木第二体育館   | レスリングフェスティバル99 |

### 2000年 - （男女合同）
| 年度   | 月日             | 会場             | 備考                       |
| ------ | ---------------- | ---------------- | -------------------------- |
| 2000年 | 12月21-23日      | 代々木第二体育館 | 今大会より男女合同開催     |
| 2001年 | 12月21-23日      | 代々木第二体育館 |                            |
| 2002年 | 12月21-23日      | 代々木第二体育館 |                            |
| 2003年 | 12月21-22日      | 代々木第二体育館 |                            |
| 2004年 | 12月21-23日      | 代々木第二体育館 |                            |
| 2005年 | 12月21-23日      | 代々木第二体育館 |                            |
| 2006年 | 2007年1月26-28日 | 駒沢体育館       | 代々木第二体育館改修のため |
| 2007年 | 12月21-23日      | 代々木第二体育館 |                            |
| 2008年 | 12月21-23日      | 代々木第二体育館 |                            |
| 2009年 | 12月21-23日      | 代々木第二体育館 |                            |
| 2010年 | 12月21-23日      | 代々木第二体育館 |                            |
| 2011年 | 12月21-23日      | 代々木第二体育館 |                            |
| 2012年 | 12月21-23日      | 代々木第二体育館 |                            |
| 2013年 | 12月21-23日      | 代々木第二体育館 |                            |
| 2014年 | 12月21-23日      | 代々木第二体育館 |                            |
| 2015年 | 12月21-23日      | 代々木第二体育館 |                            |
| 2016年 | 12月21-23日      | 代々木第二体育館 |                            |
| 2017年 | 12月20-23日      | 駒沢体育館       | 代々木第二体育館改修のため |
| 2018年 | 12月20-23日      | 駒沢体育館       | 同上                       |
| 2019年 | 12月19-22日      | 駒沢体育館       | 同上                       |
| 2020年 | 12月17-20日      | 駒沢体育館       | 同上                       |
| 2021年 | 12月16-19日      | 駒沢体育館       | 同上                       |

## 歴代天皇杯受賞者
| 年度   | 受賞者   | 年度   | 受賞者   | 年度   | 受賞者     | 年度   | 受賞者     | 年度   | 受賞者     |
| ------ | -------- | ------ | -------- | ------ | ---------- | ------ | ---------- | ------ | ---------- |
| 1977年 | 高田裕司 | 1986年 | 佐藤満   | 1996年 | 太田拓弥   | 2006年 | 笹本睦     | 2016年 | 土性沙羅   |
| 1978年 | 高田裕司 | 1987年 | 宮原厚次 | 1997年 | 和田貴広   | 2007年 | 笹本睦     | 2017年 | 高橋侑希   |
| 1979年 | 富山英明 | 1988年 | 宮原厚次 | 1998年 | 片山貴光   | 2008年 | 吉田沙保里 | 2018年 | 乙黒拓斗   |
| 1980年 | 高田裕司 | 1989年 | 小林孝至 | 1999年 | 川合達夫   | 2009年 | 吉田沙保里 | 2019年 | 文田健一郎 |
| 1981年 | 富山英明 | 1990年 | 高田裕司 | 2000年 | 永田克彦   | 2010年 | 松本隆太郎 | 2020年 | 文田健一郎 |
| 1982年 | 朝倉利夫 | 1991年 | 佐藤満   | 2001年 | 山本聖子   | 2011年 | 米満達弘   | 2021年 | 川井梨紗子 |
| 1983年 | 宮原厚次 | 1992年 | 佐藤満   | 2002年 | 松本慎吾   | 2012年 | 高谷惣亮   | 2022年 | 須﨑優衣   |
| 1984年 | 江藤正基 | 1993年 | 赤石光生 | 2003年 | 池松和彦   | 2013年 | 伊調馨     | 2023   | 尾﨑野乃香 |
| 1985年 | 宮原厚次 | 1994年 | 和田貴広 | 2004年 | 吉田沙保里 | 2014年 | 高谷惣亮   | 2024   | 元木咲良   |
| 1986年 | 佐藤満   | 1995年 | 和田貴広 | 2005年 | 浜口京子   | 2015年 | 登坂絵莉   |        |            |

## 最多優勝記録
- 男子フリースタイル：風間栄一・高田裕司・小幡弘之 10回
- グレコローマン：森山泰年 14回
- 女子：浜口京子 15回

## 全日本選手権優勝歴のあるプロレスラー・格闘家
男子
- サンダー杉山（1960・1961）
- マサ斎藤（1964）
- ジャンボ鶴田（1971・1972）
- 長州力（1973）
- 谷津嘉章（1976-1980・1986）
- 本田多聞（1983-1988・1990・1992）
- 馳浩（1984）

- 中西学（1989-1992）
- 石澤常光（1991）
- 永田裕志（1992）
- 藤田和之（1993・1995）
- 杉浦貴（1995）
- 永田克彦（1997-2002・2015）
- 宮田和幸（1999・2001・2002）

- 今村雄介（2000）
- 中尾芳広（2001・2002）
- 田中章仁（2001-2007）
- グレート-O-カーン（2012）
- 倉本一真（2012-2014）
- 太田忍（2015）

女子
- 福原邦子（1987・1990）
- 成国晶子（1987・1989-1991・1993）
- 山本美憂（1987-1991・1994・1995・1999）

- 長谷川弘美（1987）
- 豊田真奈美（1987）
- 市川千秋（1987）

- 脇恵衣子（1988・1989）
- 井上京子（1989）
- 村田夏南子（2012）